# ドナルドのさんすうマジック
『ドナルドのさんすうマジック』または『ドナルドの数学教室』（ドナルドのすうがくきょうしつ、原題：Donald in Mathmagic Land）は1959年に制作されたアニメーション短編映画作品。日本での劇場公開は日本RKO映画配給で『ドナルド・ダックの算数教室』の邦題である。(『ジャングル・キャット』の併映。)ドナルドダック・シリーズの第125作であり。第32回アカデミー賞短編ドキュメンタリー映画賞にノミネートされた。またドナルドダックの短編映画がスクリーンで上映されたのは1954年公開の『ドナルドのグランドキャニオン旅行』以来5年ぶりのことである。

## あらすじ
ドナルドは嫌いな算数の国に迷い込むが、次第に算数が好きになっていく。

## キャスト
| キャラクター   | 原語版               | 吹き替え版 |
| -------------- | -------------------- | ---------- |
| ドナルドダック | クラレンス・ナッシュ | 山寺宏一   |
| 数学の世界の精 | ポール・フリーズ     | 小川真司   |

## スタッフ
- 製作 - ウォルト・ディズニー、ロイ・O・ディズニー
- 原作 - ルイス・キャロル
- 脚本 - ミルト・バンタ、ビル・バーグ
- 音楽 - バディー・ベイカー
- 作画監督 - フランク・トーマス
- レイアウト - バジル・デヴィドヴィチ、ヴァンス・ジェリー、マクラーレン・スチュワート、アル・ジンネン
- 原画 - ジェリー・ハスコック、クリフ・ノードバーグ
- エフェクト原画 - ジャック・ボイド
- 美術監督（実写） - スタン・ジョリー
- 美術監督（アニメ） - ジョン・ヘンチ、アート・ライリー
- 背景 - コリン・キャンベル、リチャード・H・トーマス、ジミ・トラウト、テルマ・ウィトマー
- 色彩設計 - アート・ライリー
- 特殊効果 - ユースタス・ライセット
- 撮影監督（実写） - エドワード・コールマン
- 撮影（アニメ） - ボブ・ブロートン
- 録音 - ロバート・O・クック
- 編集 - ロイド・L・リチャードソン
- 助監督 - ヴィンセント・マケヴィティ
- 演出 - レス・クラーク、ウォルフガング・ライザーマン、ジョシュア・メダー
- 監督  - ハミルトン・ラスク
- 制作 - ウォルト・ディズニー・プロダクション
- 配給 - ブエナ・ビスタ・フィルム・ディストリビューション

## 上映データ
| 国/地域        | 公開日         | 上映時間 | サイズ       |
| -------------- | -------------- | -------- | ------------ |
| アメリカ合衆国 | 1959年6月26日  | 28分     | スタンダード |
| 日本           | 1960年11月22日 | 28分     | スタンダード |

## 映像ソフト化
- 『ドナルドのさんすうマジック』（DVD、ブエナ・ビスタ・ホーム・エンターテイメント）